# Aethogebia gorei
Aethogebia gorei är en kräftdjursart som beskrevs av A. B. Williams 1993. Aethogebia gorei ingår i släktet Aethogebia och familjen Upogebiidae. Inga underarter finns listade i Catalogue of Life.